# Хайнрих фон Геминген-Гутенберг-Фюрфелд
Хайнрих Ото фон Геминген-Гутенберг-Фюрфелд (на немски: Heinrich Otto von Gemmingen-Guttenberg-Fürfeld; * 6 юни 1771 в Мауер; † 25 март 1831 във Фюрфелд в Рапенау) е фрайхер, благородник от стария алемански рицарски род Геминген в Крайхгау в Баден-Вюртемберг от II. линия Геминген-Гутенберг, „1. под-клон Фюрфелд“ (в Рапенау). Той основава също и американския клон.
Той е третият син на Йохан Филип Дитрих фон Геминген-Фюрфелд (1729 – 1785) и съпругата му Елеонора Шарлота фон Циленхардт (1742 – 1783), дъщеря на Йохан Фридрих фон Циленхардт и фрайин Анна Юлиана фон Бетендорф.
Хайнрих Ото фон Геминген-Гутенберг-Фюрфелд се жени на 14 април 1793 г. във Фюрфелд за Елизабета Щраус (1777 – 1824). Неговият брат Максимилиан ( 1768 – 1829) се жени на 3 април 1797 г. във Вимпфен им Тал за Анна Хенриета Катарина Файс/Щраус (1776 – 1818), сестра на съпругата му Елизабета Щраус.
Хайнрих Ото фон Геминген-Гутенберг-Фюрфелд умира на 59 години на 25 март 1831 г. във Фюрфелд.
През ранния 19. век децата му се женят най-вече за не-благородници. Внук му Ото Август Готфрид Хайнрих Дитрих фон Геминген-Гутенберг-Фюрфелд (1863 – 1941) се жени и живее в САЩ.

## Фамилия
Хайнрих Ото фон Геминген-Гутенберг-Фюрфелд се жени на 14 април 1793 г. във Фюрфелд за Katarina Friderika Елизабета Щраус (* 11 септември 1777, Фюрфелд; † 12 март 1824, Фюрфелд), дъщеря на Йохан Щраус и Мария Катарина Файс. Те имат децата:
- Рудолф Фридрих Август (1799 – 1871), женен с Барбара Мюлер (1807 – 1894)
- София Елизабета Фридерика (1803 – 1879), омъжена с Фридрих фон Ланг (1793 – 1845)
- Хенриета Фридерика Вилхелмина (* 1806), омъжена с Фридрих Вилхелм фон Геминген цу Фюрфелд
- Емилия (1808 – 1871), омъжена с Й. М. Щокер (1801 – 1856)
- Фридерика Хенриета Тереза (1810 – 1888), омъжена с Й. Щокер (1802 – 1884)
- Берта Каролина (* 1821), омъжена с Юлиус Ланг (1811 – 1882)
- Ото фон Геминген-Гутенберг-Фюрфелд (* 9 юни 1811, Фюрфелд; † 15 август 1886, Фюрфелд), женен на 8 юни 1841 г. във Фюрфелд с Берта Хубер (* 3 май 1822, Хайлброн; † 30 декември 1889, Фюрфелд); има 6 деца, между тях двата сина:
  - Ойген Карл Август Лудвиг Ото Антон фон Геминген-Гутенберг-Фюрфелд (1846 – 1923)
  - Ото Август Готфрид Хайнрих Дитрих фон Геминген-Гутенберг-Фюрфелд (1863 – 1941), живее в САЩ